# Joseph Raulin
Joseph Raulin (Ayguetinte, 1708 – Parigi, 12 aprile 1784) è stato un ginecologo e medico francese.

## Biografia
Fu un ostetrico francese e medico del re Luigi XV. Si laureò presso la Facoltà di Medicina a Bordeaux, prima di diventare medico del re e censore reale.
Fu membro della Royal Society di Londra dal 1763 e professore di medicina al Collège Royal dal 1776. Fu autore di numerosi libri di ginecologia e ostetricia, alcuni dei quali tradotti in più lingue.

## Opere
- Des Maladies occasionnées par les promptes et fréquentes variations de l'air considéré comme atmosphère terrestre, avec l'explication méchanique de leurs principaux symptômes et la méthode de les guérir (1752)
- Observations de médecine, où l'on trouve des remarques qui tendent à détruire le préjugé où l'on est sur l'usage du lait dans la pulmonie, avec une Dissertation sur les ingrédiens de l'air (1754)
- Traité des maladies occasionnées par les excès de chaleur, de froid, d'humidité et autres intempéries de l'air, avec la méthode de les guérir (1756)
- Traité des affections vaporeuses du sexe, avec l'exposition de leurs symptômes, de leurs différentes causes, et la méthode de les guérir (1758)
- Traité des fleurs blanches, avec la méthode de les guérir (2 volumi, 1766)
- De la Conservation des enfants, ou les Moyens de les fortifier, depuis l'instant de leur existence, jusqu'à l'âge de puberté (3 volumi, 1768-1769)
- Observations sur l'usage des eaux minérales de Pougues (1769)
- Instructions succinctes sur les accouchements en faveur des sages-femmes des provinces, faites par ordre du ministère (1770)
- Traité des maladies des femmes en couche, avec la méthode de les guérir à PARIS Chez Vincent 1771
- Traité des eaux minérales de Verdusan, connues sous le nom d'eaux minérales de Castera Vivent, avec leur analyse, leurs propriétés et leur usage dans les maladies (1772)
- Traité analytique des eaux minérales en général, de leurs propriétés et de leur usage dans les maladies (2 volumi, 1772-1774)
- Examen de la houille considérée comme engrais des terres (1775)
- Exposition succincte des principes et des propriétés des eaux minérales, qu'on distribue au bureau général de Paris (1775)
- Parallèle des eaux minérales d'Allemagne que l'on transporte en France et de celles de la même nature qui sourdent dans le royaume avec des remarques sur l'analyse des eaux minérales en général (1777)
- Analyse des eaux minérales spathico-martiales de Provins, avec leurs propriétés dans les maladies (1778)
- Nouvelles observations sur la phtisie pulmonaire (1784)